# Az 1987. évi 136/86. számú BNIC/Aubert. versenyjogi eset

## Résztvevők
A BNIC (Bureau national interprofessionnel du Cognac) és egy francia konyakgyártó vettek részt ebben a versenyjogi esetben.

## Konkrét téma
A Bíróság egy konyakkvótát felállító miniszteri rendelet érvényességét vitatta. Az alapeljárást a BNIC, a konyakszektor szereplőit tömörítő szövetség kezdeményezte egy konyakgyártóval szemben, aki az előírt kvótát meghaladóan értékesített konyakot és nem fizette meg az emiatt járó lefölözést. Ez az eset a kartellt megerősítő állami intézkedések vonatkozásában kerül bemutatásra.

## A BNIC bemutatása
- 1909-ben jött létre
- tagjait a mezőgazdasági miniszter jelölte ki
- ülésein részt vettek a minisztérium képviselői is
- alapszabálya szerint a kereskedők és a termelők megállapodhatnak a kereslet és a kínálat egyensúlyának fenntartása érdekében ezek ellenőrzésében, a kínálat szabályozásában, az árakban, a termék minőségében és a termék hazai illetve külföldi eladásában
- státusát 1941-től kezdve miniszteri rendelet szintjén szabályozzák → a BNIC kérésére miniszteri rendelettel az egész szektorra általánosan kötelezővé tehető a BNIC keretében született megállapodás
- a szőlőtermesztők, a kereskedők, a desztilláló szövetkezetek, az ügynökök, a pince körül és a szőlőben dolgozók érdekeit egyaránt képviselte az ügyben

## A francia bíróság kérdései az ügyben és a Bíróság ítélete
Két fontosabb kérdést tett fel a francia bíróság az esettel kapcsolatban, az első a 101. cikk (1) bekezdésének alkalmazhatóságára, a második pedig a tagállami felelősségre vonatkozott.
- Az első kérdéssel kapcsolatban a BNIC azzal érvelt, hogy nem megállapodásról, hanem hatósági intézkedésről van szó. A Bíróság kimondta, hogy megállapodásról van szó és ennek az sem képezi akadályát, hogy a konyak mezőgazdasági termék lenne, mivel a tömény szeszes italok nem tartoznak az uniós jog szerint vett mezőgazdasági termékkörbe, továbbá kimondta, hogy a termelés növelését büntető rendszer versenykorlátozó.A BNIC további érvelése - miszerint a stagnáló eladások és növekedő készletek, a konyak minőségének fenntartása, a régió kiegyensúlyozott fejlődésének problémái kényszerítették ki a megállapodást - is hatástalannak bizonyult, ugyanis a Bíróság azt válaszolta, hogy ezeket az érveket az ekkor még létező 101. cikk (3) bekezdése szerinti mentesítés kérése kapcsán kellett volna előhozni, a BNIC pedig nem jelentette be a megállapodást mentesítés kérése végett a Bizottságnál.
- A második kérdéssel kapcsolatban a Bíróság megállapította, hogy az akkori EKSZ 3. cikk g) pontja, a 10. és a 81-82. cikkek tiltják a versenykorlátozó megállapodás állami megerősítését. Ilyen megerősítésnek minősül a megállapodást általánosan kötelezővé tevő és hatályát kiterjesztő miniszteri rendelet is.